# Indigofera silvestrii
Indigofera silvestrii är en ärtväxtart som beskrevs av Renato Pampanini. Indigofera silvestrii ingår i släktet indigosläktet, och familjen ärtväxter.

## Underarter
Arten delas in i följande underarter:
- I. s. alii
- I. s. silvestrii